# 小説・北斗の拳-呪縛の街-
『小説・北斗の拳-呪縛の街-』（しょうせつ ほくとのけん じゅばくのまち）は、原哲夫の漫画『北斗の拳』を原作とした小説。著者は武論尊。集英社よりジャンプ ジェイ ブックスレーベルで刊行された。原作終了後のケンシロウの活躍を描いたオリジナルストーリーとなっている。
本稿では、これを原作としたOVA作品『新・北斗の拳』についても併せて解説する。

## あらすじ
西暦200x年、核戦争により大地は荒野と化し、放射能で水も汚染され毒水に変わり果てた。
天帝の名を語るジャコウ、そしてボルゲは倒された。そんな空白の時代に現れた一人の男・サンガは城塞都市「ラストランド」を築き、安全な水の独占により民を支配し、独裁者として君臨していた。
サンガに抵抗する「自由の村」の村人達は、伝聞屋トビの情報から安全な井戸を掘り当てたが、それを察知したサンガは自身の配下を差し向けた。サンガの配下の襲撃により、村人達はことごとく命を落としていく。
そこに北斗神拳の伝承者・ケンシロウが現れた。ケンシロウはサンガの配下を瞬く間に倒したが、ケンシロウとトビが村を離れたところをサンガの新たな刺客が襲撃。自由の村は壊滅し、奇跡的な指の力で治療を行っていた村の女医・サーラはさらわれてしまう。
サーラを救出すべく、ケンシロウとトビはサンガの本拠地・ラストランドに向かうと領内にある「歓喜の塔」の広場に集まる民衆の前にサンガが現れ、続いてサーラが現れた。サンガは「奇跡」と称して彼女の治癒能力を利用したパフォーマンスを民衆の前で披露すると、今度はドーハという少年が現れ、手から水を放出する「奇跡」を披露した。
それを目の当たりにしたトビは驚きを隠せなかった。ドーハこそ、彼の生き別れた弟・ビスタだったのだ。

## 登場人物
※OVAに登場したキャラクターは、声優も併せて記載している。
主要キャラクターはケンシロウ以外、全て一新された。OVAでは本編からの登場人物としてラオウの遺児・リュウとトキ（声：田中秀幸）も登場するが、ケンシロウの回想シーンでわずかに登場するに留まった｡

### 自由の村
ケンシロウ
声 - 子安武人
本作の主人公。北斗神拳の伝承者。
原作最終回でリン、バット、マミヤを救って旅立った後、自由の村の住人たちをサンガの刺客から救ったことで、彼らと関わりを持つことに。ラオウ戦後は移動手段としてラオウの愛馬・黒王に乗っていたが、黒王は原作終盤で死亡しているため、本作ではジープを運転している。
OVAでのキャラクターデザインは原作のビジュアルに準拠しているものの、ほうれい線が目立つ容姿となっている。
トビ
声 - 高瀬右光
自由の村に協力する情報屋。本編におけるバットのような立ち位置。
物語冒頭でケンシロウに窮地を救われ、その後は彼と行動を共にする。核戦争で生き別れた弟・ビスタとの再会を信じ、再会した後はケンシロウ不在中のラストランドを任されることになる。だが、突如現れた謎の男・セイジの独裁を止めることができず、やっとの思いでビスタと共に城を脱出する。
憧れのサーラがセイジにレイプされたと勘違いし、打倒セイジのために市民を扇動して反乱軍を組織するうちにいつしか野望や狂気などを持ち始め、神・ドーハ（ビスタ）の意志を伝える神官となることで自らが支配者となり、兄弟共に永遠の安息を得ようとするようになる。だが、セイジによる急襲で重傷を負い、数時間の苦闘の末にケンシロウに看取られて逝く。最後の最後までサーラへの想いは捨てきれず、また、ビスタを案じ続けた弟思いでもあった。
原作では猿顔でOVAでは美形の顔と容姿が異なる。
サーラ
声 - 日野由利加、小林沙苗（少女期）
本作のヒロイン。「奇跡の女」と呼ばれる自由の村の女医。グラマーなブロンド美人。
北斗神拳などに見られる、秘孔を突くといった特徴を医術に転用している。ケンシロウは彼女の村人を治療する姿に、トキの姿を重ねている｡その技術を持つがゆえに、「奇跡の女」としてサンガ、セイジと続けざまに利用される。
トビとは親しい間柄だったが、後に決別する。実は少女期、セイジに窮地を救われた過去があり、物語終盤でそのことを思い出す。セイジにレイプされそうになるが、良心を無くしていなかったため陵辱は免れていた。
トビ、セイジの亡き後、崩壊したラストランドの指導者となり、民のために尽力する。
サーラの医術は彼女の家に古くから伝わるもので、彼女自身は北斗神拳の流れを汲んでいるとは知らないようだ。しかしOVA版においてはそれを父親より聞き及んでおり、トビにより幽閉されたケンシロウとともに「唯一父より伝えられた闘う力」をもって部屋の鉄格子を破壊、ケンシロウを解き放った。
ビスタ（ドーハ）
声 - 朴璐美
生き別れたトビの弟。
手品が得意で、その才を見抜いたサンガに拾われ、手から聖水を出すことのできる神・ドーハとして利用されるようになる。なお、この時は口がきけなくなっていたらしい。
ケンシロウとサンガとの戦いによる傷の治療をサーラにより施されるも、破傷風を患ったためにケンシロウは血清をとりに自由の村の診療所に向かうこととなる。生死の狭間を彷徨っている間にラストランドはセイジの強襲を受け、トビに運ばれて脱出する。そして、今度はトビがラストランドを守るために民衆の心を集めるプロパガンダ的存在となる。
ラストランド崩壊後はサーラと共に民のために尽力する。
マイン
声 - 半場友恵
OVA版オリジナルキャラクターで、第1巻に登場。自由の村で暮らす少女。水を探しに村を出て行った父親の帰りを待っている。
掘り当てた井戸のある場所から帰ってきたケンシロウとトビの前に現れ、父親の所在を問うがマインの父はサンガの手下達の手で殺されていた。ケンシロウは彼女の父親を「勇者」と評し、彼女の元に必ず返ってくると答えて諭した。サーラもまた、マインと一緒に父親の帰りを待つことを伝えて彼女のことをやさしく抱きしめた。
マインは自分も「勇者になる」と答えたが、その後村はサンガの手下の襲撃を受けて壊滅、彼女も死んでしまう。この「幼き勇者」の死は、ケンシロウに打倒サンガの決意を固めさせることとなった。

### ラストランド
サンガの治める国。安全な水を「聖水」と称して独占することで、民を支配している。
OVA第3巻では、サンガとセイジの過去を知る謎の老婆・ユラ（声：鈴木れい子）がオリジナルキャラクターとして登場する。その正体はセイジの叔母でサンガの兄妹にあたる人物である。また、このほかにもローグやマグナムといった悪党がサンガの配下として登場する。
サンガ
声 - 石塚運昇
ラストランドを支配する王。セイジの父。
自らの支配をより強固なものとするために、ドーハ（ビスタ）の手品やサーラの持つ秘孔を使った治療術を「神の力」として利用しようとした。暴虐非道な行いがケンシロウの逆鱗に触れ、彼によって倒される。
一種の読心術を修得している。我流の拳法か格闘術を心得ているようだがケンシロウの敵ではなく、自分が不利になるとケンシロウに取引を持ちかけ、それに応じないとわかると火炎放射器を利用してケンシロウを葬ろうとした。
かつてセイジをより強い男に育てるため、涙をのんで彼を谷底へ突き落としたという過去がある。だが、真意を理解していなかったセイジはそれを心底憎んでおり、サンガの死体の頭は彼に踏み潰された。
OVAでは老婆ユラの弁により、かつては子供思いの父親であったが、次第に人を支配することに楽しみを覚えて変貌していったことが語られる｡
セイジ
声 - Gackt、岸尾大輔（少年期）
ラストランドを侵略した謎の男。後にサンガの息子だと判明する。
父のような強い男になるために武術を磨いていたが、谷底に突き落とされて以来父に対して激しい憎しみを抱くようになり、愛というものを否定するようになった。そして、北斗の拳の流派の一つ・修験の拳「北門の拳」を修得し、サンガ亡き後のラストランドに支配者として君臨する。
北門の拳の修業を行っていた少年期に偶然出会ったサーラを野犬から助けており、首筋にはその時の傷跡が残っている。
ケンシロウと激しい死闘を繰り広げた後、サンガの真意を知ると秘孔・閉血愁を突いて自決した。
OVAでは第1巻ラストより登場。第3巻で老婆ユラからサンガの真意を告げられ、その真意を知る。なお、セイジ自身は死ぬ間際まで叔母である彼女と面識がなかった。
チェス
声 - 鈴木清信
サンガの配下。後にセイジの部下。
元々は野盗のグループの一員で、弱肉強食の掟に従いサンガの配下になる。言うことを聞かないと爆発する秘孔を突かれ、セイジ直属の「副官」となった。『北斗の拳』恒例の悪党で、トビに止めを刺した張本人である。
最期はセイジに秘孔の術を解いてもらった直後、現れたケンシロウに秘孔を突かれてしまう。セイジに「助かりたかったらその男（ケンシロウ）を殺せ」と言われ、その場でセイジを裏切ってケンシロウに術を解く秘孔を突いてくれと許しを乞うが「忘れた!」と一蹴され、直後に頭部が破裂して死亡した。
ギース
声 - 佐々木誠二
ラストランドの隊長。物語冒頭で部下を引き連れ、地下水を掘っていたトビ達を襲撃するがケンシロウに阻まれる。
自らを「北斗神拳使い」と高々に宣言し、相手が北斗神拳の正当伝承者であるとも知らずに自信満々にもケンシロウに挑んでいったが、額の秘孔を突かれ頭部が崩れ始めた後でケンシロウが正当伝承者であると気づくも時既に遅く、断末魔の叫びと共に頭が弾け飛んで死亡する。武器は腕に装備された鉤爪。
ローグ
声 - 石井康嗣
OVA第1巻に登場する、ラストランドの隊長。ギースが倒されたことをサンガに伝え、部下を引き連れてケンシロウ不在の自由の村を襲撃。村を壊滅に追い込み、サーラをサンガの元へと連れ去った。その後、ケンシロウの襲撃をサンガに報告するも既に秘孔を付かれており、報告の途中で頭部が破裂して死亡。
マグナム
声 - マグナムTOKYO
セイジの配下として、OVA第3巻に登場。トビによって扇動された民衆を迎え撃つ。

### クリフランド
北にそびえる山々を臨む断崖絶壁の地で、旧世紀の遺産として遺された核兵器などが封印されている｡この地は北斗神拳から派生した密拳・北門の拳の使い手達が寺を構えて支配している。彼らはクリフランダーと呼ばれ、ここに遺された兵器を手に入れようとする者から兵器の悪用を防ぐべく、近づく者の行く手を阻む。
ジネン、老師はOVA版オリジナルキャラクターで第2巻に登場。
シマ、レン
門外不出の拳を持ち出したセイジを追う、北門の拳の拳士たち。ケンシロウに双身一体で挑むが敵わなかった。その後誤解を解き、ケンシロウに北門の拳について語った。
ジネン
声 - 田中正彦
シマ、レンに相当するキャラクターとしてOVA第2巻に登場する。老師曰く「北門の拳最強の男」。
ビスタの血清をとりに自由の村へと戻ろうとするケンシロウに、3人がかりで襲い掛かるも敵わなかった。老師により寺へ案内されたケンシロウに血清を渡す。
ケンシロウにはすべて受け止められたが、連打を得意としており彼から「いい腕だ。よく練られた連打だ」と評されている。
老師
声 - 土師孝也
北門の拳の指導者。寺には多数の門弟を抱え、セイジもその1人としてここで北門の拳を学んだ。
門弟のジネンたちとケンシロウの戦いを見て、ケンシロウが只者でないことに気づいた彼は戦いを制止させる。ケンシロウが北斗神拳の伝承者であることを知ると、彼を寺に招いて自分達の使命を伝え、寺を抜け出したセイジの始末を託した。
容姿は本編に登場したジュウケイに似ており、顔にXの形をした傷跡がある。

## 書誌情報
- 武論尊（著） / 原哲夫（原作） 『小説・北斗の拳-呪縛の街-』 集英社〈ジャンプ ジェイ ブックス〉、全1巻
  1. 1996年12月18日発売、ISBN 4-08-703054-7

## OVA
2003年から2004年にかけ、全3巻のOVAシリーズ『新・北斗の拳』（しん・ほくとのけん）として映像化。メディアはレンタル専用のVHSとDVDが東映ビデオから、セルDVDがハピネット・ピクチャーズよりリリースされた。収録時間は各巻いずれも60分。
第1巻冒頭のナレーションは立木文彦が担当。冒頭の核爆発のシーンやバイクやジープといったメカ類などには、CGが使用されている。内臓破裂や鮮血が噴き出すといったスプラッタ描写はテレビアニメ版のような透過光やシルエットは用いず、直接的なものとなっている｡

### スタッフ
- 監督・絵コンテ - 渡部高志
- 原作 - 武論尊、原哲夫
- プロデューサー - 福田佳与
- 脚本 - 堀江信彦、戸田博史
- キャラクターデザイン・総作画監督 - 外崎春雄
- 原画 - 安藤正浩・羽山淳一（第1・3巻）、木下ゆうき（第2巻）、谷口守泰（第3巻）ほか
- メカニックデザイン・3D監修 - 川原智弘
- 美術監督 - 東潤一（第1巻）、桑原悟（第2・3巻）
- 編集 - 小深田真次
- 撮影監督 - わたなべぢゅんいち
- 音楽 - 高梨康治（演奏：刃-yaiba-）
- 音響監督 - 三間雅文
- 音響効果 - 倉橋静男
- 3DCG制作 - パステル（吉澤政昭、安田兼盛、薬師寺克行、松浦真也、一倉栄治）
- アニメーションプロデューサー - 安部正次郎
- アニメーション制作 - A.C.G.T
- 製作 - オービー企画、新・北斗の拳製作委員会

### 主題歌
オープニングテーマ「Lu:na」
エンディングテーマ「OASIS」
2曲ともに、セイジ役のGacktが主題歌を歌っている。エンディングの映像は本作の世界観に合わせたGacktの実写映像を交えたものとなっており、Gacktのプロモーションビデオといった趣きである。

### サブタイトル
| 話数   | サブタイトル           | DVD発売日      | 演出       | 作画監督                  |
| ------ | ---------------------- | -------------- | ---------- | ------------------------- |
| 第壱話 | 呪縛の街               | 2003年 7月24日 | 中村賢太朗 | 外崎春雄 川原智弘（メカ） |
| 第弐話 | 禁じられた拳           | 10月23日       | 石平信司   | 青井清年 川原智弘（メカ） |
| 第参話 | 男が悲しみを背負うとき | 2004年 5月28日 | 中村賢太朗 | 外崎春雄                  |

### 関連CD
いずれも日本クラウンより、2003年6月25日に発売。
「新・北斗の拳 音楽集・壱」
OVAのBGMを収録したサウンドトラックで、全24曲を収録。収録時間は47分。
「Lu:na/OASIS」
オープニング曲とエンディング曲を収録したGacktのマキシシングル。Lu:na、OASISともにこのOVAのために書き下ろされたタイアップ曲ではないが、VHSのレンタル開始に併せこの2曲を収録したマキシシングルとしてリリースされた。